# لودویک لیرون
لودویک لیرون (انگلیسی: Ludovic Liron؛ زادهٔ ۳۰ ژانویهٔ ۱۹۷۸) بازیکن فوتبال اهل فرانسه است.
از باشگاه‌هایی که در آن بازی کرده‌است می‌توان به باشگاه فوتبال والنسین، باشگاه فوتبال استاد رنس، باشگاه فوتبال نیم المپیک، و باشگاه فوتبال تروا اشاره کرد.
وی همچنین در تیم ملی فوتبال فرانسه بازی کرده‌است.